# Cenk Gönen
Cenk Gönen (21 lutego 1988 w Izmirze) – piłkarz turecki grający na pozycji bramkarza. Od 2023 roku jest zawodnikiem klubu Esenler Erokspor.

## Kariera klubowa
Karierę piłkarską Cenk Gönen rozpoczynał w Göztepe z Izmiru. W 2005 roku podjął treningi w Denizlisporze. W 2007 roku został wypożyczony do Altay SK z Izmiru i w sezonie 2007/2008 zadebiutował w dorosłym futbolu, w rozgrywkach 1. Lig. W 2008 roku wrócił do Denizlisporu. 23 sierpnia 2008 zadebiutował w Süper Lig w przegranym 1:4 wyjazdowym meczu z Galatasaray SK. W Denizlisporze występował przez dwa sezony.
Latem 2010 roku Cenk Gönen przeszedł do Beşiktaşu JK. Swój debiut w nowym klubie zanotował 21 sierpnia 2010 w przegranym 0:2 domowym meczu z İstanbulem BB. W sezonie 2010/2011 zdobył z Beşiktaşem Puchar Turcji. W sezonie 2011/2012 był podstawowym bramkarzem Beşiktaşu.
W 2015 roku odszedł do Galatasaray SK. Następnie grał w: Máladze, Alanyasporze i Denizlisporze. W 2021 trafił do Kayserisporu.
| Sezon   | Klub           | Kraj      | Rozgrywki        | Mecze | Bramki |
| ------- | -------------- | --------- | ---------------- | ----- | ------ |
| 2007/08 | Altay SK       | Turcja    | 1. Lig           | 12    | 0      |
| 2008/09 | Denizlispor    | Turcja    | Süper Lig        | 21    | 0      |
| 2009/10 | Denizlispor    | Turcja    | Süper Lig        | 14    | 0      |
| 2010/11 | Beşiktaş JK    | Turcja    | Süper Lig        | 15    | 0      |
| 2011/12 | Beşiktaş JK    | Turcja    | Süper Lig        | 29    | 0      |
| 2012/13 | Beşiktaş JK    | Turcja    | Süper Lig        | 8     | 0      |
| 2013/14 | Beşiktaş JK    | Turcja    | Süper Lig        | 2     | 0      |
| 2014/15 | Beşiktaş JK    | Turcja    | Süper Lig        | 9     | 0      |
| 2015/16 | Galatasaray SK | Turcja    | Süper Lig        | 1     | 0      |
| 2016/17 | Galatasaray SK | Turcja    | Süper Lig        | 0     | 0      |
| 2017/18 | Málaga CF      | Hiszpania | Primera División | 0     | 0      |
| 2018/19 | Málaga CF      | Hiszpania | Segunda División | 0     | 0      |
| 2019/20 | Málaga CF      | Hiszpania | Segunda División | 0     | 0      |
| 2020/21 | Alanyaspor     | Turcja    | Süper Lig        | 1     | 0      |
| 2021/22 | Denizlispor    | Turcja    | Süper Lig        | 16    | 0      |

## Kariera reprezentacyjna
Cenk Gönen występował w młodzieżowych reprezentacjach Turcji na wielu szczeblach wiekowych. 24 maja 2012 zadebiutował w dorosłej reprezentacji w wygranym 3:1 towarzyskim meczu z Gruzją, rozegranym w Wals-Siezenheim.